# میخ ولتاژ

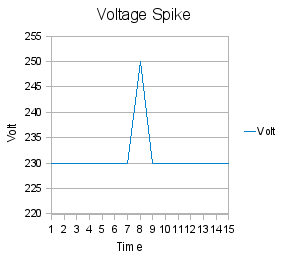
میخ ولتاژ

در مهندسی برق پَرِش ولتاژ یا اسپایک ولتاژ (انگلیسی: Voltage spike) به اضافه توان سریع و کوتاه مدت گفته می‌شود که در مدارهای الکتریکی رخ می‌دهد؛ اضافه توان ولتاژ (اسپایک ولتاژ)، جریان (اسپایک جریان)، یا اضافه توان انرژی (اسپایک انرژی) گفته می‌شود. در بین عامه به آن نوسان برق گفته می‌شود.